# Svartevattnet (Bro socken, Bohuslän)
Svartevattnet är en sjö i Lysekils kommun i Bohuslän och ingår i Örekilsälven-Strömsåns kustområde. Sjön är 7,3 meter djup, har en yta på 0,02 kvadratkilometer och befinner sig 145 meter över havet.